# Arnold Timothée de Lasaulx
Arnold Timothée Albert Francois Joseph de Lasaulx (* 24. Januar 1774 auf Schloss Alensberg bei Moresnet; † 18. Juli 1863 in Moresnet) war ein langjähriger Bürgermeister von Neutral-Moresnet sowie der Gemeinden Preußisch Moresnet und Hergenrath.

## Leben und Beruf
Arnold Timothée Albert Francois Joseph de Lasaulx wurde am 24. Januar 1774 auf dem Schloss Alensberg geboren. Seine Eltern waren Pierre Olivier Albert Georges Joseph de Lasaulx und Marie Anne Emérantiane Josèphe de Mylius. Er war verheiratet mit Anne Dorothée Antoinette Joséphine de Braumann. Sie hatten gemeinsam sechs Kinder: Marie Anne Francoise Dorothée, Pierre Ignace Arnold Marie, Catherine Elisabeth Henriette Hubertine, Madeleine Antoinette Ulrique Eugénie, Antoinette Caroline Joséphine Catherine und Gaspar Joseph Eugène Louis.
Der katholische Verwaltungssekretär Lasaulx wurde von 1802 bis 1816 als Maire im französisch verwalteten Moresnet eingesetzt und anschließend bis 1859 zum Bürgermeister von Neutral Moresnet sowie zugleich in Personalunion bis 1850 zum Bürgermeister von Preußisch Moresnet gewählt. Darüber hinaus bekleidete er von 1823 bis 1847 auch das Amt des Bürgermeisters der Gemeinde Hergenrath.
Arnold Timothée Albert Francois Joseph de Lasaulx war Ritter des österreichisch-kaiserlichen Leopold-Ordens und Träger des preußischen Roten Adlerordens dritter Klasse.